# Diphyus temmazanensis
Diphyus temmazanensis là một loài tò vò trong họ Ichneumonidae.